# Syllis columbretensis
Syllis columbretensis är en ringmaskart som först beskrevs av Campoy 1982.  Syllis columbretensis ingår i släktet Syllis och familjen Syllidae. Inga underarter finns listade i Catalogue of Life.